# Ballspielverein Borussia 09 Dortmund 1982-1983
Questa voce raccoglie le informazioni riguardanti il Ballspielverein Borussia 09 Dortmund nelle competizioni ufficiali della stagione 1982-1983.

## Stagione
Nella stagione 1982-1983 il Borussia Dortmund, allenato da Karlheinz Feldkamp e Helmut Witte, concluse il campionato di Bundesliga al 7º posto. In Coppa di Germania il Borussia Dortmund fu eliminato in semifinale dal Fortuna Colonia. In Coppa UEFA il Borussia Dortmund fu eliminato al primo turno dal Rangers.

## Rosa
| N. |                     | Ruolo | Calciatore           |
| -- | ------------------- | ----- | -------------------- |
|    | Germania (bandiera) | P     | Horst Bertram        |
|    | Germania (bandiera) | P     | Eike Immel           |
|    | Germania (bandiera) | D     | Horst Freund         |
|    | Germania (bandiera) | D     | Herbert Hein         |
|    | Germania (bandiera) | D     | Jörg Horn            |
|    | Germania (bandiera) | D     | Lothar Huber         |
|    | Germania (bandiera) | D     | Meinolf Koch         |
|    | Germania (bandiera) | D     | Ralf Loose           |
|    | Germania (bandiera) | D     | Rolf Rüssmann        |
|    | Germania (bandiera) | D     | Franz-Josef Tenhagen |
|    | Germania (bandiera) | D     | Hans-Joachim Wagner  |

| N. |                     | Ruolo | Calciatore             |
| -- | ------------------- | ----- | ---------------------- |
|    | Germania (bandiera) | C     | Siegfried Bönighausen  |
|    | Germania (bandiera) | C     | Michael Lusch          |
|    | Romania (bandiera)  | C     | Marcel Răducanu        |
|    | Germania (bandiera) | C     | Michael Zorc           |
|    | Germania (bandiera) | A     | Rüdiger Abramczik      |
|    | Germania (bandiera) | A     | Manfred Burgsmüller    |
|    | Germania (bandiera) | A     | Heinz-Werner Eggeling  |
|    | Turchia (bandiera)  | A     | Erdal Keser            |
|    | Germania (bandiera) | A     | Bernd Klotz            |
|    | Germania (bandiera) | A     | Franz-Josef Schmedding |

## Organigramma societario
Area tecnica
- Allenatore: Helmut Witte
- Allenatore in seconda:
- Preparatore dei portieri:
- Preparatori atletici:

## Calciomercato

### Sessione estiva
| Acquisti | Acquisti        | Acquisti                     | Acquisti |
| R.       | Nome            | da                           | Modalità |
| -------- | --------------- | ---------------------------- | -------- |
| D        | Jörg Horn       | Borussia Dortmund (juniores) |          |
| C        | Marcel Răducanu | FCSB                         |          |

| Cessioni | Cessioni        | Cessioni        | Cessioni |
| R.       | Nome            | a               | Modalità |
| -------- | --------------- | --------------- | -------- |
| C        | Magnús Bergs    | Tongeren        |          |
| C        | Theo Schneider  | Norimberga      |          |
| D        | Jürgen Sobieray | Paderborn       |          |
| C        | Miroslav Votava | Atlético Madrid |          |

### Sessione invernale
| Acquisti | Acquisti | Acquisti | Acquisti |
| R.       | Nome     | da       | Modalità |
| -------- | -------- | -------- | -------- |

| Cessioni | Cessioni | Cessioni | Cessioni |
| R.       | Nome     | a        | Modalità |
| -------- | -------- | -------- | -------- |

## Risultati

### Bundesliga

#### Girone di andata
| Arbitro: | Föckler |

|                 |           |         |
| Bönighausen 24’ | Marcatori | 72’ Six |

| Arbitro: | Brehm |

|                   |           |                                        |
| Remark 63’ (rig.) | Marcatori | 31’ Răducanu 45’ Bönighausen 76’ Keser |

| Arbitro: | Messmer |

|                        |           |  |
| Keser 40’ Rüssmann 53’ | Marcatori |  |

| Arbitro: | Horeis |

|  |           |                        |
|  | Marcatori | 35’ Răducanu 75’ Huber |

| Braunschweig 11 settembre 1982, ore 15:30 CEST 5ª giornata | Eintracht Braunschweig | 0 – 0 referto | Borussia Dortmund | Stadion an der Hamburger Straße (19 000 spett.)\| Arbitro: \| Engel \| |
| Arbitro:                                                   | Engel                  |               |                   |                                                                        |

| Arbitro: | Niebergall |

|                        |           |  |
| Rüssmann 24’ Loose 28’ | Marcatori |  |

| Arbitro: | Heitmann |

|                          |           |                                 |
| Dreßel 58’ Heck 61’, 77’ | Marcatori | 51’ (aut.) Heck 86’ Burgsmüller |

| Dortmund 2 ottobre 1982, ore 15:30 CET 8ª giornata | Borussia Dortmund | 0 – 0 referto | Werder Brema | Westfalenstadion (22 200 spett.)\| Arbitro: \| Theobald \| |
| Arbitro:                                           | Theobald          |               |              |                                                            |

| Arbitro: | Ermer |

|                           |           |                              |
| Thiele 82’ Eðvaldsson 87’ | Marcatori | 17’, 85’ Keser 59’ Abramczik |

| Arbitro: | Gabor |

|                                                  |           |                                    |
| Keser 18’ Abramczik 32’ Koch 45’ Burgsmüller 63’ | Marcatori | 23’ Trenkel 80’ Hagmayr 83’ Becker |

| Arbitro: | Huster |

|         |           |                      |
| Waas 4’ | Marcatori | 30’, 52’ Burgsmüller |

| Arbitro: | Clajus |

| |           |                |
| Burgsmüller 19’, 46’, 60’, 69’, 72’ Abramczik 47’ Klotz 66’, 80’, 84’ Răducanu 78’ Huber 90’ (rig.) | Marcatori | 16’ Pagelsdorf |

| Arbitro: | Hontheim |

|                         |           |              |
| Cha 78’, 90’ Müller 85’ | Marcatori | 52’ Răducanu |

| Arbitro: | Eschweiler |

|                                        |           |            |
| Burgsmüller 20’ Koch 35’ Abramczik 55’ | Marcatori | 64’ Patzke |

| Arbitro: | Tritschler |

|                                |           |  |
| Rummenigge 17’, 30’ Hoeneß 54’ | Marcatori |  |

| Arbitro: | Brehm |

|               |           |                                |
| Abramczik 18’ | Marcatori | 12’ Milewski 44’, 62’ Hrubesch |

| Arbitro: | Schmidhuber |

|                       |           |                                     |
| Ringels 7’ Hannes 62’ | Marcatori | 38’ Klotz 68’ Keser 86’ Burgsmüller |

#### Girone di ritorno
| Arbitro: | Roth |

|                   |           |          |
| Allgöwer 32’, 86’ | Marcatori | 67’ Zorc |

| Arbitro: | Barnick |

|                         |           |            |
| Burgsmüller 2’ Zorc 87’ | Marcatori | 22’ Remark |

| Arbitro: | Hontheim |

|                |           |                |
| Allofs 2’, 80’ | Marcatori | 71’, 90’ Klotz |

| Arbitro: | Walz |

|                                                  |           |  |
| Geye 11’ (aut.) Abramczik 43’ Koch 69’ Klotz 85’ | Marcatori |  |

| Arbitro: | Neuner |

|                                      |           |                     |
| Keser 10’ Rüssmann 32’ Abramczik 81’ | Marcatori | 7’ Geyer 82’ Geiger |

| Arbitro: | Eschweiler |

|           |           |                    |
| Dietz 48’ | Marcatori | 63’, 81’ Abramczik |

| Arbitro: | Umbach |

|                                                      |           |  |
| Klotz 50’ Burgsmüller 62’ Răducanu 68’ Abramczik 76’ | Marcatori |  |

| Arbitro: | Brückner |

|                                       |           |                                     |
| Völler 12’ Okudera 33’ Meier 54’, 72’ | Marcatori | 44’ (rig.) Rüssmann 82’ Burgsmüller |

| Arbitro: | Osmers |

|                 |           |                           |
| Burgsmüller 49’ | Marcatori | 70’ Dusend 86’ Eðvaldsson |

| Arbitro: | Ermer |

|                  |           |  |
| Günther 20’, 28’ | Marcatori |  |

| Arbitro: | Redelfs |

|                                  |           |                         |
| Abramczik 62’ Keser 63’ Koch 80’ | Marcatori | 4’ Økland 15’, 17’ Waas |

| Arbitro: | Retzmann |

|              |           |  |
| Kühlhorn 68’ | Marcatori |  |

| Arbitro: | Roth |

|                                  |           |         |
| Abramczik 7’, 59’, 84’ Klotz 58’ | Marcatori | 62’ Cha |

| Arbitro: | Horeis |

|                       |           |                         |
| Patzke 43’ Oswald 83’ | Marcatori | 12’ Klotz 86’ Abramczik |

| Arbitro: | Heitmann |

|                                             |           |                                                       |
| Răducanu 43’, 64’ Burgsmüller 79’ Keser 80’ | Marcatori | 3’ Hoeneß 53’ Horsmann 70’ Augenthaler 82’ Rummenigge |

| Arbitro: | Clajus |

|                                                             |           |  |
| Hrubesch 23’, 32’ Milewski 37’ Kaltz 69’ (rig.), 73’ (rig.) | Marcatori |  |

| Arbitro: | Tritschler |

|                                                 |           |                                                                    |
| Abramczik 24’ Răducanu 38’, 44’ Burgsmüller 70’ | Marcatori | 10’ Brandts 63’, 72’ Bruns 69’ (rig.) Hannes 87’ Matthäus 89’ Mill |

### Coppa di Germania
| Arbitro: | Barnick |

|             |           |                                    |
| Richter 89’ | Marcatori | 43’ Abramczik 44’, 79’ Burgsmüller |

| Arbitro: | Wiesel |

|  |           |           |
|  | Marcatori | 10’ Klotz |

| Arbitro: | Redelfs |

|                                             |           |                        |
| Keser 48’, 58’ Răducanu 59’ Burgsmüller 64’ | Marcatori | 5’ Schüler 42’ Salisch |

| Arbitro: | Messmer |

|                                         |           |           |
| Keser 11’ Răducanu 114’ Schmedding 118’ | Marcatori | 73’ Pater |

| Arbitro: | Schmidhuber |

|                                                        |           |  |
| Schatzschneider 6’, 86’ Lemke 20’ Baier 33’ Werres 90’ | Marcatori |  |

### Coppa UEFA
| Dortmund 15 settembre 1982 Primo turno | Borussia Dortmund | 0 – 0 referto | Rangers | Westfalenstadion (54 000 spett.)\| Arbitro: \| Galler \| |
| Arbitro:                               | Galler            |               |         |                                                          |

| Arbitro: | Rainea |

|                          |           |  |
| Cooper 44’ Johnstone 83’ | Marcatori |  |

## Statistiche

### Statistiche di squadra
| Competizione      | Punti | In casa | In casa | In casa | In casa | In casa | In casa | In trasferta | In trasferta | In trasferta | In trasferta | In trasferta | In trasferta | Totale | Totale | Totale | Totale | Totale | Totale | DR  |
| Competizione      | Punti | G       | V       | N       | P       | Gf      | Gs      | G            | V            | N            | P            | Gf           | Gs           | G      | V      | N      | P      | Gf     | Gs     | DR  |
| ----------------- | ----- | ------- | ------- | ------- | ------- | ------- | ------- | ------------ | ------------ | ------------ | ------------ | ------------ | ------------ | ------ | ------ | ------ | ------ | ------ | ------ | --- |
| Bundesliga        | 39    | 17      | 10      | 4       | 3       | 53      | 28      | 17           | 6            | 3            | 8            | 25           | 34           | 34     | 16     | 7      | 11     | 78     | 62     | +16 |
| Coppa di Germania | -     | 2       | 2       | 0       | 0       | 7       | 3       | 3            | 2            | 0            | 1            | 4            | 6            | 5      | 4      | 0      | 1      | 11     | 9      | +2  |
| Coppa UEFA        | -     | 1       | 0       | 1       | 0       | 0       | 0       | 1            | 0            | 0            | 1            | 0            | 2            | 2      | 0      | 1      | 1      | 0      | 2      | -2  |
| Totale            | 39    | 20      | 12      | 5       | 3       | 60      | 31      | 21           | 8            | 3            | 10           | 29           | 42           | 41     | 20     | 8      | 13     | 89     | 73     | +16 |

### Andamento in campionato
| Giornata  | 1  | 2 | 3 | 4 | 5 | 6 | 7 | 8 | 9 | 10 | 11 | 12 | 13 | 14 | 15 | 16 | 17 | 18 | 19 | 20 | 21 | 22 | 23 | 24 | 25 | 26 | 27 | 28 | 29 | 30 | 31 | 32 | 33 | 34 |
| --------- | -- | - | - | - | - | - | - | - | - | -- | -- | -- | -- | -- | -- | -- | -- | -- | -- | -- | -- | -- | -- | -- | -- | -- | -- | -- | -- | -- | -- | -- | -- | -- |
| Luogo     | C  | T | C | T | T | C | T | C | T | C  | T  | C  | T  | C  | T  | C  | T  | T  | C  | T  | C  | C  | T  | C  | T  | C  | T  | C  | T  | C  | T  | C  | T  | C  |
| Risultato | N  | V | V | V | N | V | P | N | V | V  | V  | V  | P  | V  | P  | P  | V  | P  | V  | N  | V  | V  | V  | V  | P  | P  | P  | N  | P  | V  | N  | N  | P  | P  |
| Posizione | 12 | 4 | 3 | 2 | 4 | 4 | 4 | 5 | 4 | 3  | 2  | 1  | 2  | 1  | 2  | 4  | 3  | 6  | 5  | 5  | 5  | 4  | 4  | 3  | 5  | 6  | 6  | 6  | 7  | 7  | 7  | 7  | 7  | 7  |

Legenda:

Luogo: C = Casa; T = Trasferta. Risultato: V = Vittoria; N = Pareggio; P = Sconfitta.

### Statistiche dei giocatori
| Giocatore      | Bundesliga | Bundesliga | Bundesliga  | Bundesliga | Coppa di Germania | Coppa di Germania | Coppa di Germania | Coppa di Germania | Coppa UEFA | Coppa UEFA | Coppa UEFA  | Coppa UEFA | Totale   | Totale | Totale      | Totale     |
| Giocatore      | Presenze   | Reti       | Ammonizioni | Espulsioni | Presenze          | Reti              | Ammonizioni       | Espulsioni        | Presenze   | Reti       | Ammonizioni | Espulsioni | Presenze | Reti   | Ammonizioni | Espulsioni |
| -------------- | ---------- | ---------- | ----------- | ---------- | ----------------- | ----------------- | ----------------- | ----------------- | ---------- | ---------- | ----------- | ---------- | -------- | ------ | ----------- | ---------- |
| R. Abramczik   | 27         | 16         | 2           | 0          | 5                 | 1                 | 0                 | 0                 | 1          | 0          | 0           | 0          | 33       | 17     | 2           | 0          |
| H. Bertram     | 0          | 0          | 0           | 0          | 0                 | 0                 | 0                 | 0                 | 0          | 0          | 0           | 0          | 0        | 0      | 0           | 0          |
| M. Burgsmüller | 32         | 17         | 2           | 0          | 5                 | 3                 | 1                 | 0                 | 2          | 0          | 0           | 0          | 39       | 20     | 3           | 0          |
| S. Bönighausen | 32         | 2          | 3           | 0          | 3                 | 0                 | 2                 | 0                 | 2          | 0          | 0           | 0          | 37       | 2      | 5           | 0          |
| H. Eggeling    | 15         | 0          | 0           | 0          | 1                 | 0                 | 0                 | 0                 | 1          | 0          | 0           | 0          | 17       | 0      | 0           | 0          |
| H. Freund      | 5          | 0          | 1           | 0          | 2                 | 0                 | 0                 | 0                 | 0          | 0          | 0           | 0          | 7        | 0      | 1           | 0          |
| H. Hein        | 5          | 0          | 0           | 0          | 0                 | 0                 | 0                 | 0                 | 0          | 0          | 0           | 0          | 5        | 0      | 0           | 0          |
| J. Horn        | 1          | 0          | 0           | 0          | 0                 | 0                 | 0                 | 0                 | 0          | 0          | 0           | 0          | 1        | 0      | 0           | 0          |
| L. Huber       | 31         | 2          | 2           | 0          | 4                 | 0                 | 0                 | 0                 | 2          | 0          | 0           | 0          | 37       | 2      | 2           | 0          |
| E. Immel       | 34         | 0          | 2           | 0          | 5                 | 0                 | 0                 | 0                 | 2          | 0          | 0           | 0          | 41       | 0      | 2           | 0          |
| E. Keser       | 31         | 9          | 3           | 0          | 5                 | 3                 | 1                 | 0                 | 2          | 0          | 0           | 0          | 38       | 12     | 4           | 0          |
| B. Klotz       | 31         | 10         | 2           | 1          | 4                 | 1                 | 0                 | 0                 | 2          | 0          | 0           | 0          | 37       | 11     | 2           | 1          |
| M. Koch        | 34         | 4          | 2           | 0          | 5                 | 0                 | 0                 | 0                 | 2          | 0          | 0           | 0          | 41       | 4      | 2           | 0          |
| R. Loose       | 24         | 1          | 0           | 0          | 4                 | 0                 | 0                 | 0                 | 2          | 0          | 0           | 0          | 30       | 1      | 0           | 0          |
| M. Lusch       | 3          | 0          | 0           | 0          | 1                 | 0                 | 0                 | 0                 | 0          | 0          | 0           | 0          | 4        | 0      | 0           | 0          |
| R. Rüssmann    | 31         | 4          | 2           | 0          | 4                 | 0                 | 0                 | 0                 | 1          | 0          | 0           | 0          | 36       | 4      | 2           | 0          |
| M. Răducanu    | 26         | 9          | 0           | 0          | 5                 | 2                 | 0                 | 0                 | 2          | 0          | 0           | 0          | 33       | 11     | 0           | 0          |
| F. Schmedding  | 2          | 0          | 0           | 0          | 2                 | 1                 | 0                 | 0                 | 0          | 0          | 0           | 0          | 4        | 1      | 0           | 0          |
| F. Tenhagen    | 31         | 0          | 3           | 0          | 5                 | 0                 | 0                 | 0                 | 2          | 0          | 0           | 0          | 38       | 0      | 3           | 0          |
| H. Wagner      | 4          | 0          | 0           | 0          | 0                 | 0                 | 0                 | 0                 | 0          | 0          | 0           | 0          | 4        | 0      | 0           | 0          |
| M. Zorc        | 24         | 2          | 3           | 0          | 3                 | 0                 | 0                 | 0                 | 2          | 0          | 0           | 0          | 29       | 2      | 3           | 0          |